# Seleção dos Estados Unidos de Futebol de Areia
A  Seleção Estadunidense de Futebol  de Areia  representa os Estados Unidos nas competições internacionais de futebol de areia (ou beach soccer).

## Títulos
| Mundiais     | Mundiais         | Mundiais     | Mundiais          |
|              | Competição       | Títulos      | Anos              |
|              | Mundialito       | 1            | 1998              |
| Continentais | Continentais     | Continentais | Continentais      |
|              | Competição       | Títulos      | Anos              |
|              | Copa da CONCACAF | 3            | 2006, 2007 e 2013 |
| ------------ | ---------------- | ------------ | ----------------- |